# 하이메 우엘라모
하이메 우엘라모(스페인어: Jaime Huélamo, 1948년 11월 17일 - 2014년 1월 31일)는 스페인의 사이클 선수이다. 그는 스페인 쿠엥카에서 태어났다. 그는 1972년 뮌헨 하계 올림픽에서 자국을 대표했고, 남자 개인 도로 경주에서 3위를 했다. 그러나 그는 약물 검사에서 실패한후 실격 처리되었고 동메달을 박탈당했다.